# Alfonso XII (1891)
El Alfonso XII fue un crucero desprotegido de la armada española que permaneció activo en la Armada Española desde 1892 hasta 1908. Recibía su nombre en honor al Alfonso XII, fue el segundo de los tres componentes de la clase Reina Cristina.

## Historial

### Primeros tiempos
La chapa de acero fue fabricada en la Fábrica de La Felguera (Asturias), para lo cual fue necesario el montaje de un horno Martín-Siemens, construyéndose el barco en los astilleros de Ferrol.
Poco después de entrar en servicio, fue enviado a Tánger en respuesta a un incidente con Marruecos. Estuvo a lo largo de 1892 en los diversos actos y celebraciones con motivo del IV Centenario del descubrimiento de América, incluidas las revistas navales de Huelva y Génova. También participó en las operaciones de la guerra de Margallo entre 1893 y 1894.

### Guerra hispano-estadounidense

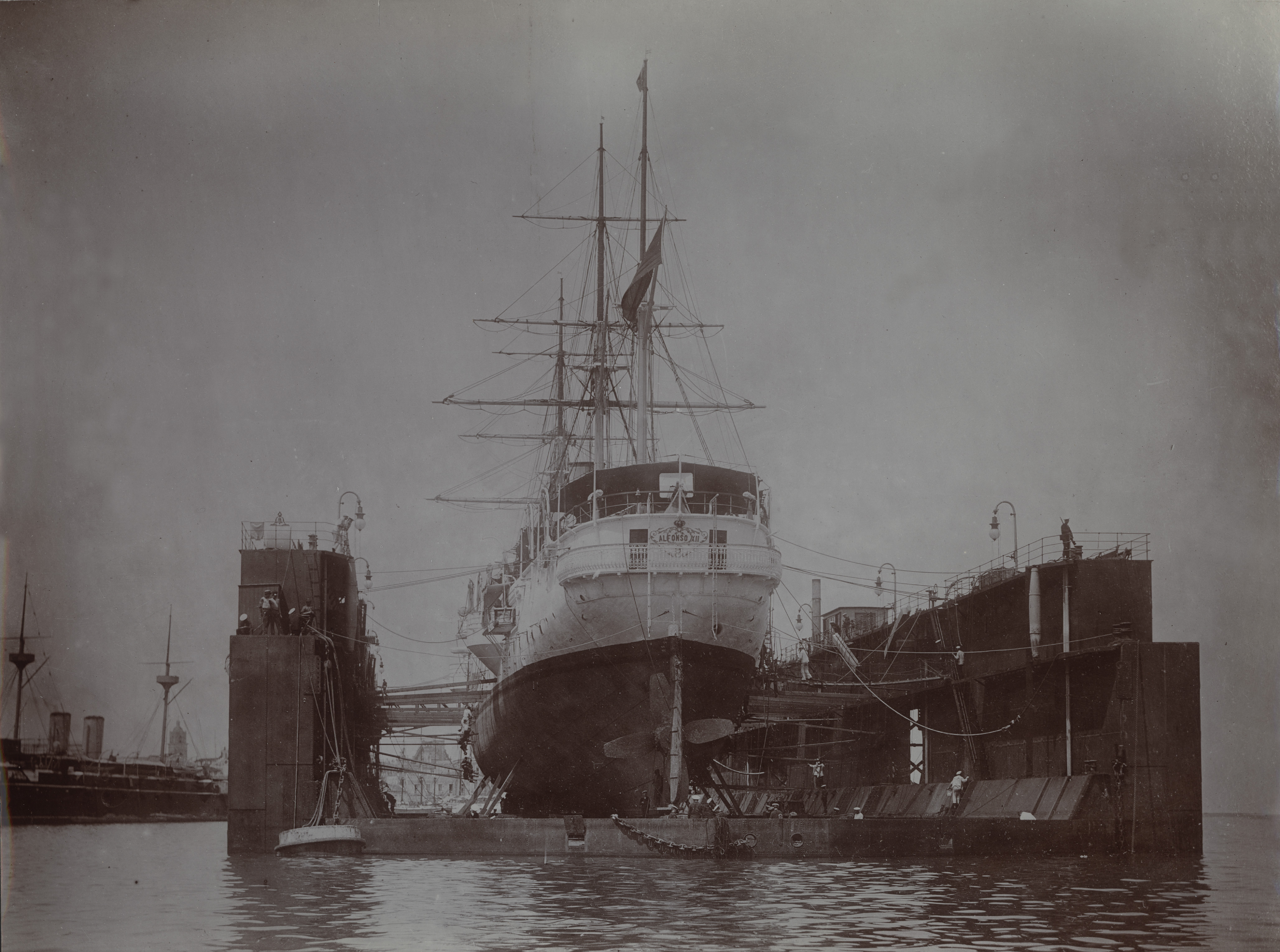
El Alfonso XII en el dique flotante de La Habana en 1898.

Fue enviado a Cuba en octubre de 1895 para ayudar en la lucha contra la insurrección. En la noche del 15 de febrero de 1898 en el puerto de La Habana, el Alfonso XII se encontraba fondeado muy cerca del acorazado de segunda clase USS Maine, y fue testigo de la explosión del buque estadounidense, cuyos supervivientes fueron socorridos por la dotación del crucero español.
Al estallar dos meses más tarde el conflicto con los Estados Unidos, el Alfonso XII seguía en La Habana, necesitado de reparaciones e imposibilitado para navegar, por lo que desembarcó su artillería para reforzar las defensas costeras.

### Final en la Armada
Tras la guerra se firmó el Tratado de París, que en su artículo V señalaba: "[...] Serán propiedad de España banderas y estandartes, buques de guerra no apresados, armas portátiles, cañones de todos calibres...". Por este artículo volvió a España el Alfonso XII al año siguiente, ordenándose el 15 de julio de 1899 su transformación en buque escuela de artilleros y se procedió a desmontar en Ferrol sus tubos lanzatorpedos, aunque los trabajos fueron suspendidos al decidirse su baja el 18 de mayo de 1900.
En 1900, por Decreto del 18 de mayo del Ministerio de Marina, se describió técnicamente la situación de los buques de la Armada en ese momento y se dieron de baja 25 unidades por considerarse ineficaces, entre ellos el Alfonso XII. Respecto al Alfonso XII señala:

El Alfonso XII, Temerario, Vicente Yáñez Pinzón y Martin Alonso Pinzón son buques sin valor militar de ninguna clase, faltos de toda protección, tanto en sus costados como en su artillería, máquinas y calderas, en términos de poder ser inmediatamente destruidos, no ya por los cañones modernos, sino por los antiguos, sin velocidad y sin otra aplicación que los servicios de paz y la infructuosa y nominal persecución del contrabando, consumen sin provecho alguno, lo mismo que el Marqués de la Ensenada, una gran parte del presupuesto de la Marina, son causa de grandes y justificadas censuras, y sólo sirven para cubrir con nombres sin realidad alguna la lista de una escuadra absolutamente ficticia.

Una vez desarmado, su casco fue utilizado como depósito de carbón en el Arsenal de la Carraca (Cádiz). Fue vendido como chatarra en 1907 y desguazado en 1908.